# 日向とめ吉
日向 とめ吉（ひむか とめきち、1976年5月27日 - ）は、日本の俳優、声優。宮崎県出身。ケッケコーポレーション（声のみ預かり）、バウスプリット所属。かつては三木プロダクションに所属していた。

## 略歴
1999年から2001年までクリタガレージ（劇団AUN）参加の舞台演出家である栗田芳宏に師事。
2004年まで舞台を主に活動の場とする。その後、映画、テレビ、声優、ナレーターと幅広く活動。

## 人物
方言は宮崎弁。
趣味は野球、釣り、ゴルフ、自転車、オートバイ、筋トレ、パソコン。特技は殺陣、格闘技、オートバイ・自動車修理、パソコン修理、農作業、大工、鳶、トラクター運転、頭突き。免許は普通自動車、自動二輪車中型。

## 出演

### 映画
- しゃべれども しゃべれども（2007年、平山秀幸監督） - 今昔亭三角
- やじきた道中てれすこ（2007年、平山秀幸監督）
- 日輪の遺産（2011年、佐々部清監督） - 陸軍中佐

### テレビドラマ
- 坂の上の雲 第3話（2009年、NHK） - 広島陸軍工兵
- チャンス（2010年、NHK） - 熊田真澄
- TAROの塔（2011年、NHK） - 軍人将校
- BOSS 第7話、第9話（2011年、CX）
- 金曜プレステージ  / 第三の女（2011年、CX）
- 月曜ゴールデン 釣り刑事シリーズ（2010年 - 2016年、TBS）- 山岡五樹
- 土曜ワイド劇場 おかしな刑事 第6作（2010年、EX） - 中村幹夫
- 連続ドラマW
  - ヒトリシズカ（2012年） - 横峰純太
  - ヒトヤノトゲ〜獄の棘〜（2017年） - 山口功一
- 水曜ミステリー9（TX＝BSジャパン）
  - ガンリキ2 警部補・鬼島弥一（2012年）
  - ガンリキ3 警部補・鬼島弥一（2013年） - 佐藤淳
  - ソタイ 組織犯罪対策課（2014年）
  - ソタイ2 組織犯罪対策課（2016年） - 西岡善継

### 吹き替え

#### 担当俳優
レイモンド・クルス
- クローザー - フリオ・サンチェス刑事
- Major Crimes 〜重大犯罪課 - フリオ・サンチェス刑事
- ラ・ヨローナ〜泣く女〜 - ラファエル

#### 映画・ドラマ
- iCarly
- ER緊急救命室シーズン15 #18 - サディーグ・ジブラン・ハッサニ（ニック・マッスー）
- 石ころの夢
- 犬とオオカミの時間
- WITHOUT A TRACE/FBI 失踪者を追え! - ジミー
- ガーフィールド
- ザ・ホワイトハウス
- The Good Cop / グッド・コップ - ビッグトニー（トニー・ダンザ）
- コーヒープリンス1号店
- スポットライト - ク刑事（チェ・スンギョン）
- ダイ・ハード4.0 - 巡査1
- デジャヴ
- 鉄板スポーツ伝説
- ハリウッドランド
- ビクトリアス - レーン先生
- ファンタスティック・フォー:銀河の危機
- ユア・マイ・サンシャイン
- リコシェ

#### アニメ
- ザ・シンプソンズ MOVIE（コミックブックガイ）※劇場公開版
- モンスターズ・パーティ（ティミーのパパ）

### テレビアニメ
- 魍魎の匣（2008年、村人A）
- ミチコとハッチン（2008年、バシリー）
- イクシオン サーガ DT（2012年、ブラッドハート）
- エウレカセブンAO（2012年、ニキ・タナカ）
- RDG レッドデータガール（2013年、両国、クラウス）
- 赤髪の白雪姫（2015年、スイ領主）
- 真・一騎当千（2022年、楠木家の長）
- 狼と香辛料 MERCHANT MEETS THE WISE WOLF（2024年、主人）

### ナレーション
- トレンドちぇきら
- エグザイルTV
- 映画番宣
- 企業TVCM
- TVインフォマーシャル

### 舞台
- 愛の賛歌
- 100万ドルは誰のもの
- 巌窟王
- スネーク・ザ・バンデッド
- 倭王伝